# Rangjung Dorje
Rangjung Dorje (1284-1339) fue el tercer Karmapa, una figura importante en la historia del Budismo Tibetano. Se cree que produjo espontáneamente una Corona Negra (que posteriormente sería un símbolo de su linaje). A la edad de tres años se declaró a sí mismo como la reencarnación de Karma Pakshi. Nacido en una familia Nyingma, recibió la completa transmisión Nyingma junto con la Karma Kagyu. 
Rangjung Dorje fue un académico notable que compuso varios textos significativos, uno de los más famosos es el Profundo Significado Interno (zab.mo.nang.don), que corresponde a las prácticas internas del yoga Vajrayāna. Otros textos importantes incluyen La Plegaria de Aspiración de Realización del Mahamudra, Distinguiendo la Conciencia de la Sabiduría, Instrucciones del Sahajayoga Mahamudra, y Un tratado de la naturaleza búdica. Su maestría en las tradiciones Mahamudra y el Dzogchen Nyingma fueron profundas, también fue un maestro del Kalachakra.
En 1321, el famoso académico Dolpopa (1292-1361) visitó el monasterio de Tsurphu por primera vez y tuvo amplias discusiones con Rangjung Dorje sobre temas doctrinales. Rangjung Dorje ciertamente influenció algunas de las teorías de Dolpopa, incluyendo, posiblemente, su método Zhentong (gzhan stong).
De acuerdo con Karma phrin las, Dri lan yid, 91-92, su maestro Chödrak Gyatso, el Séptimo Karmapa, interpretó la naturaleza del Zhentong (gzhan stong) aceptado por Rangjung Dorje.
Yungtön Dorjepel (1284-1365), (la encarnación previa del primer Panchen Lama, Khedrup Je), estudió la 'Gran Perfección' gracias a la gran inspiración de Rangjung Dorje.
Visitó China, donde el emperador  Toghon Temur se hizo su discípulo. Luego de su muerte se dice que el rostro de Rangjung Dorje apareció en la luna.